# Ласкаріна Бубуліна
Ласкарі́на Бубулі́на (грец. Μπονμπονλίνα), іноді Бобеліна (11 травня 1771 — 25 травня 1825) — героїня грецької національно-визвольної війни 1821 — 1829 років проти османського поневолення, учасниця підпільної грецької організації «Філікі Етерія». Також об'єкт пропаганди Російської імперії у протистоянні з Османською імперією, єдина в історії жінка-адмірал російського флоту (посмертно).

## Біографія

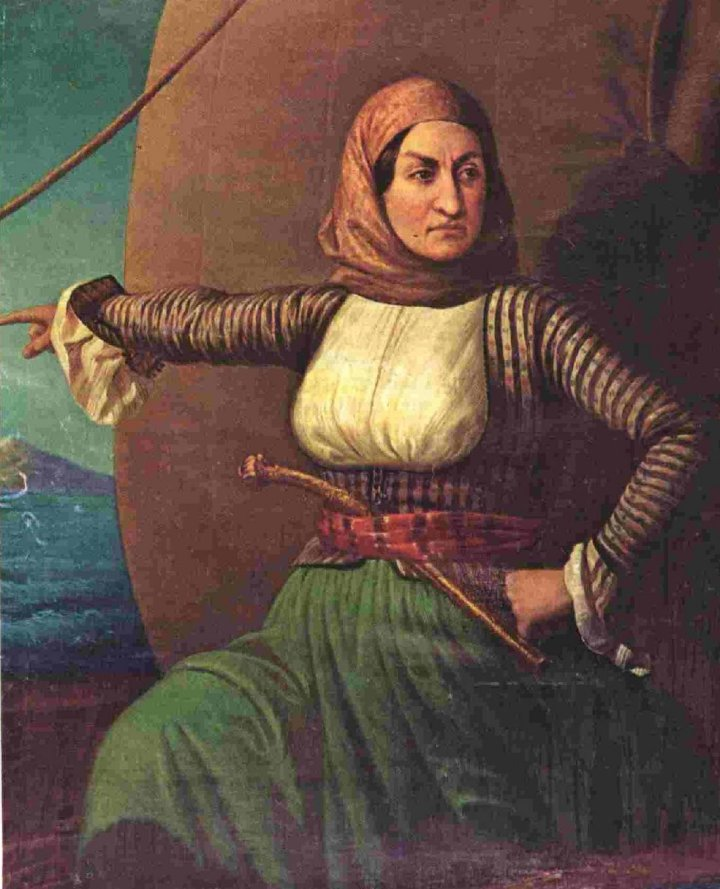
Ласкаріна Бубуліна. Картина XIX-го століття

Народилась в османській в'язниці в Константинополі. Батьком її був капітан Ставріоніс Піноціс, учасник грецької революції 1769—1770 років проти османського володарювання. Після смерті батька Ласкаріну з матір'ю випустили з в'язниці, і вони виїхали на острів Ідра. Через 4 роки її мати вступила в новий шлюб, і вони переїхали на острів Спеце.
Ласкаріна була двічі пошлюблена. Після смерті першого чоловіка Дімітріоса Бубуліса у битві проти алжирських піратів отримала у спадок його справу і кораблі. За свій кошт побудувала вісімнадцятигарматний корвет «Агамемнон». У 1816 році османська влада спробувала конфіскувати майно Бубуліни, оскільки її другий чоловік був учасником російсько-османської війни 1806-1812 років на боці Російської імперії, у зв'язку з чим була змушена виїхати до Константинополя для зустрічі з російським послом — графом Строгановим. Звідси граф направив її до Криму з міркувань безпеки. Після 3 місяців життя в Криму Бубуліна повернулася на острів Спеце.
Ласкаріна Бубуліна була заможною, утримувала невеликий флот з екіпажами і армію повстанців. Крім того, фінансувала підпільну грецьку організацію «Філікі Етерія» (Φιλική Εταιρεία — «Союз друзів»), для якої закуповувала зброю і продовольство. На кораблі «Агамемнон» вперше підняла національний прапор Греції.
Ласкаріна Бубуліна була вбита в 1825 році під час сутички з родиною Куцісів, дочку яких зґвалтував її син від першого шлюбу. За переказами під час сварки, вона вискочила на балкон свого дому, ганьблячи батька зґвалтованої дівчини. Тоді хтось вистрілив у неї з пістолета, попавши просто в чоло. Убивцю так і не виявили.
У Російській імперії високо оцінили діяльність Бубуліни проти Османської імперії. Імператор Олександр І посмертно присвоїв Бубуліні звання адмірала Російського флоту і подарував[кому?] монгольський меч на визнання заслуг. Так вона стала єдиною в історії жінкою-адміралом Російського флоту (посмертно).
Ласкаріна Бубуліна була популярна в деяких частинах Європи, а також, і особливо, в Російській імперії, пропаганда якої популяризувала її образ через поширення роману німецького письменника Вульпіуса «Бобеліна, героїня Греції нашого часу» (ч.1-2, Москва, 1823). Тарас Шевченко в «Щоденнику» 19 листопада 1857 називає ім'я Бобеліни метафорично — на означення дебелої войовничої жінки.
Деякі історики висловлювали критику дій Бубуліни, яка наказувала вбивати туркень та єврейок, аби заволодіти їхніми коштовностями, а також переплавила собі на вигоду гармати із захопленого Нафпліона.